# Lompret (België)
Lompret is een dorp in de Belgische provincie Henegouwen, en een deelgemeente van de Waalse stad Chimay. Het dorp is opgenomen in de lijst van de mooiste plaatsjes in Wallonië (Les Plus Beaux Villages de Wallonie).
De naam Lompret betekent trouwens Lang prairie (Longo Prato in het Gallo-Romeins). Lompret was een zelfstandige gemeente, tot die bij de gemeentelijke herindeling van 1977 toegevoegd werd aan de gemeente Chimay.
Lompret had een eigen station Lompret.

## Demografische ontwikkeling
- Bronnen:NIS, Opm:1831 tot en met 1970=volkstellingen, 1976= inwoneraantal op 31 december

## Bezienswaardigheden
- Het dorp ligt in de Ardennen
- Rivier Eau Blanche

## Afbeeldingen

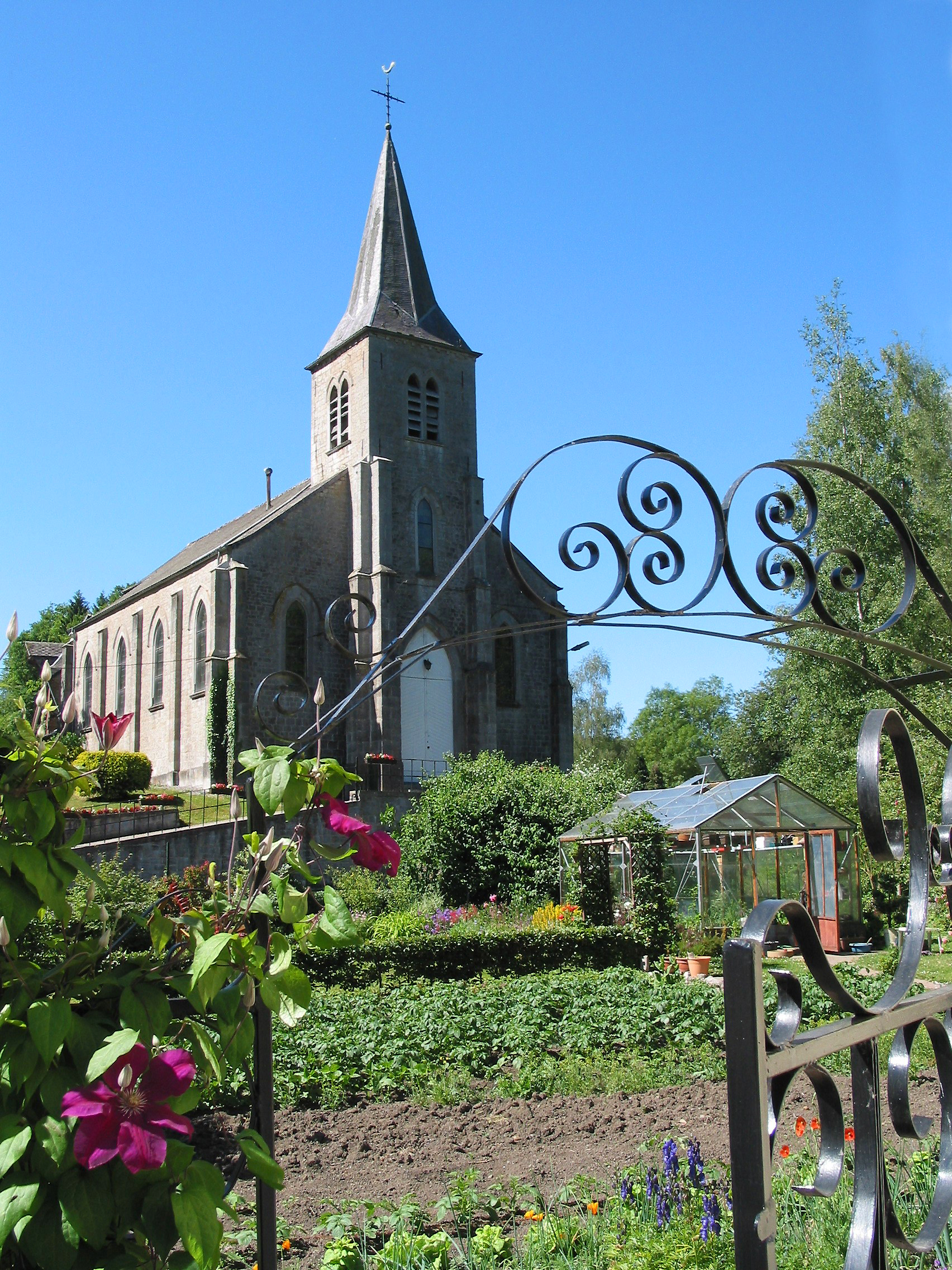
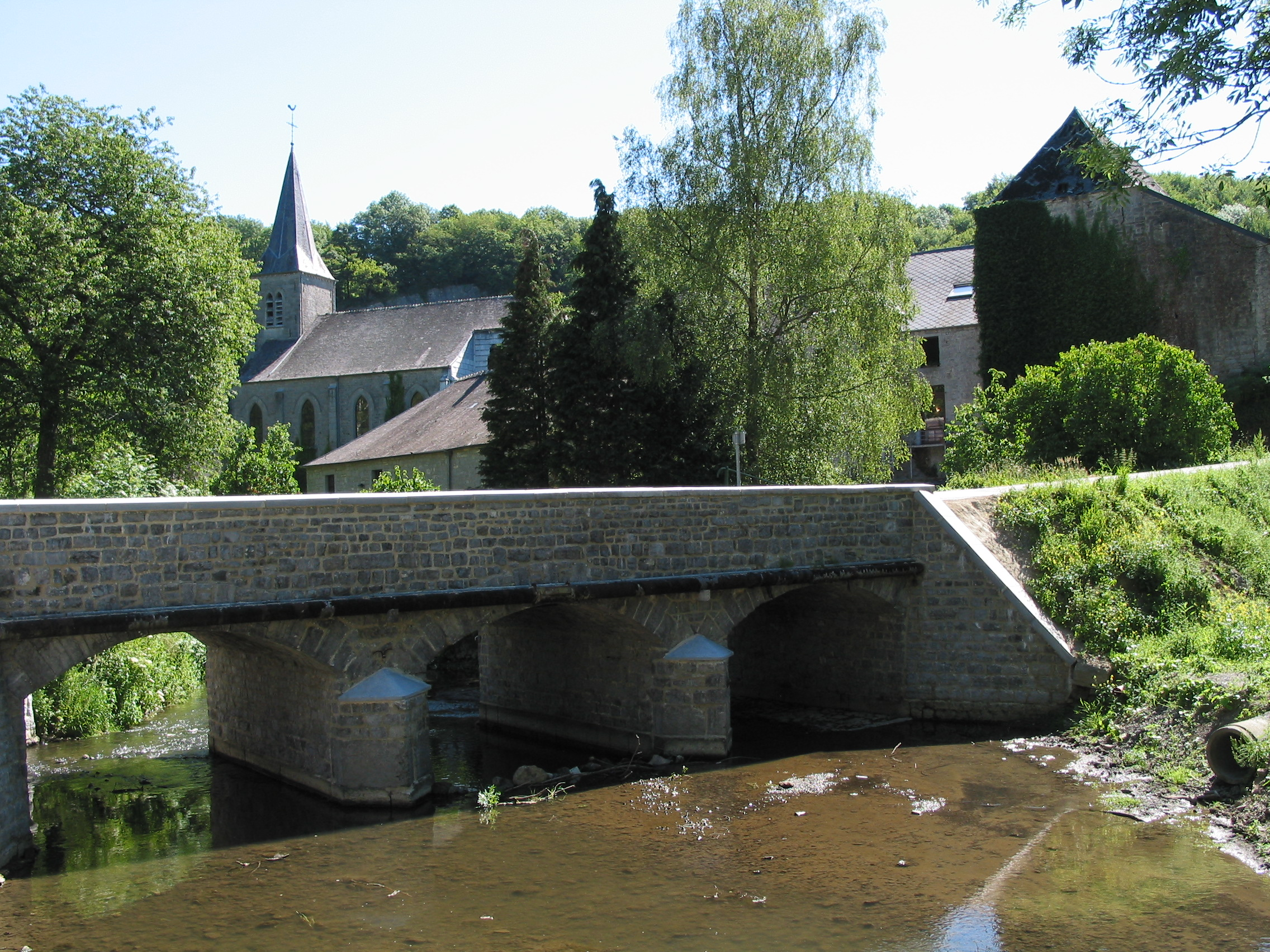
Eau Blanche (rivier)
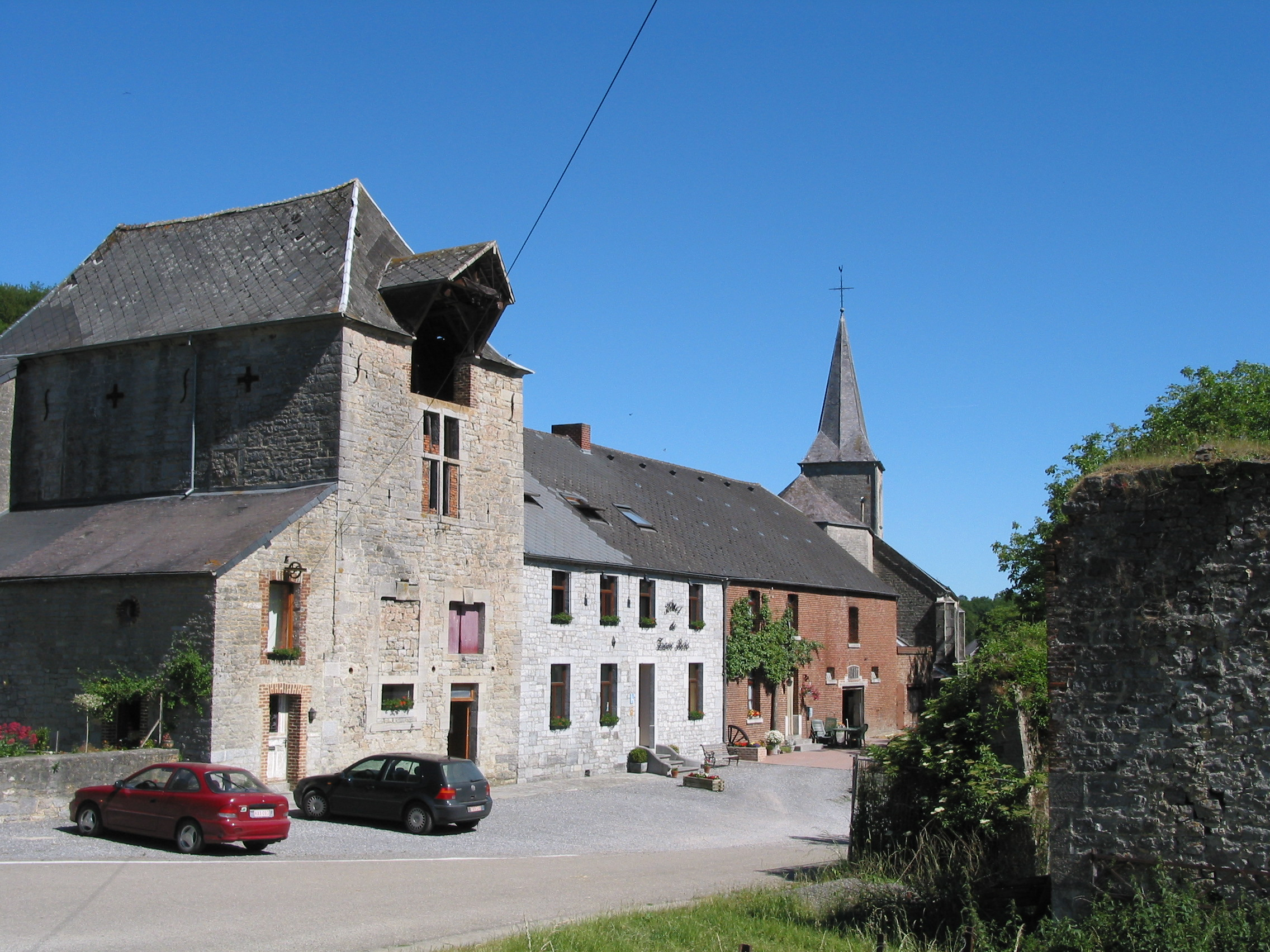
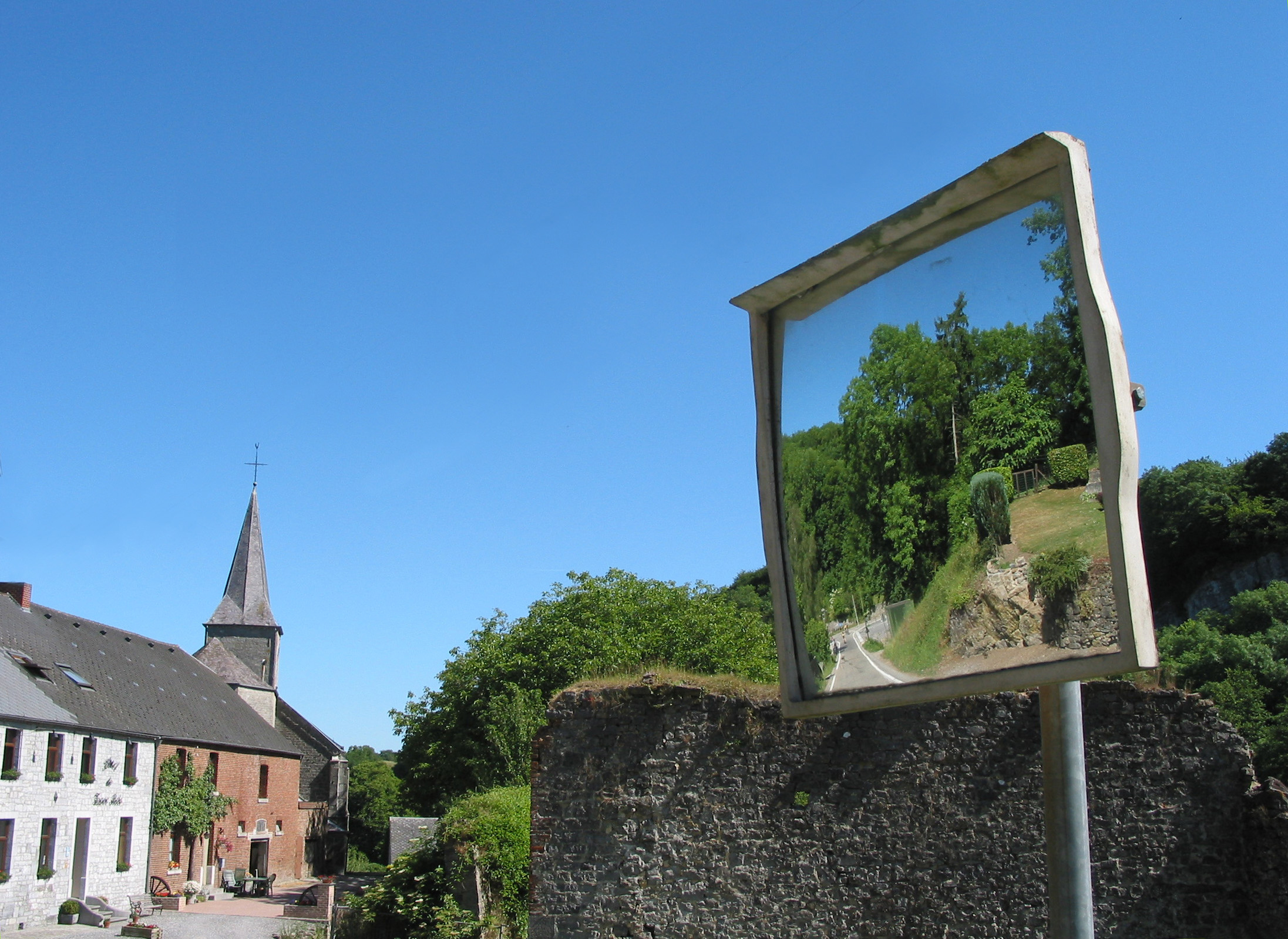
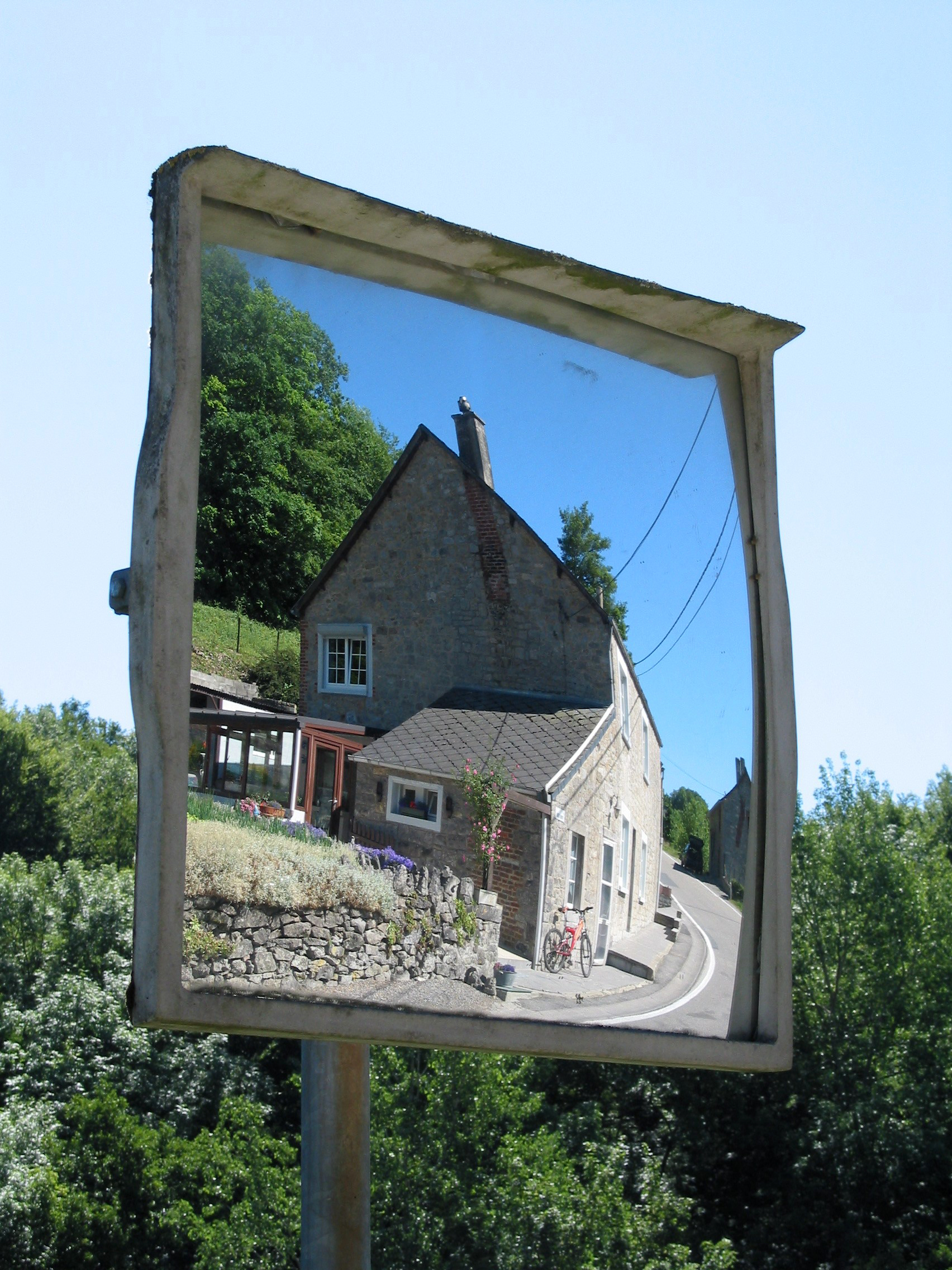
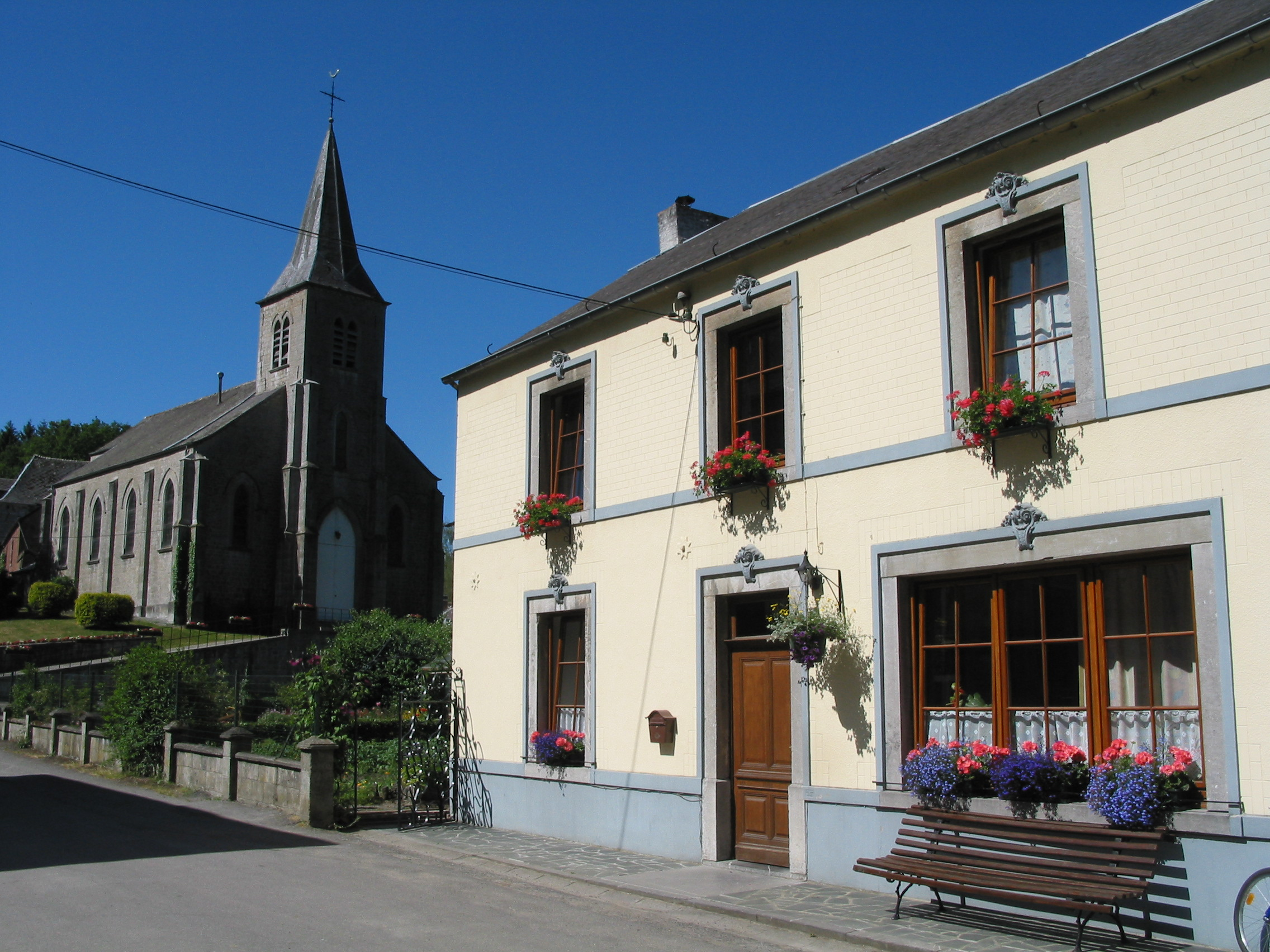
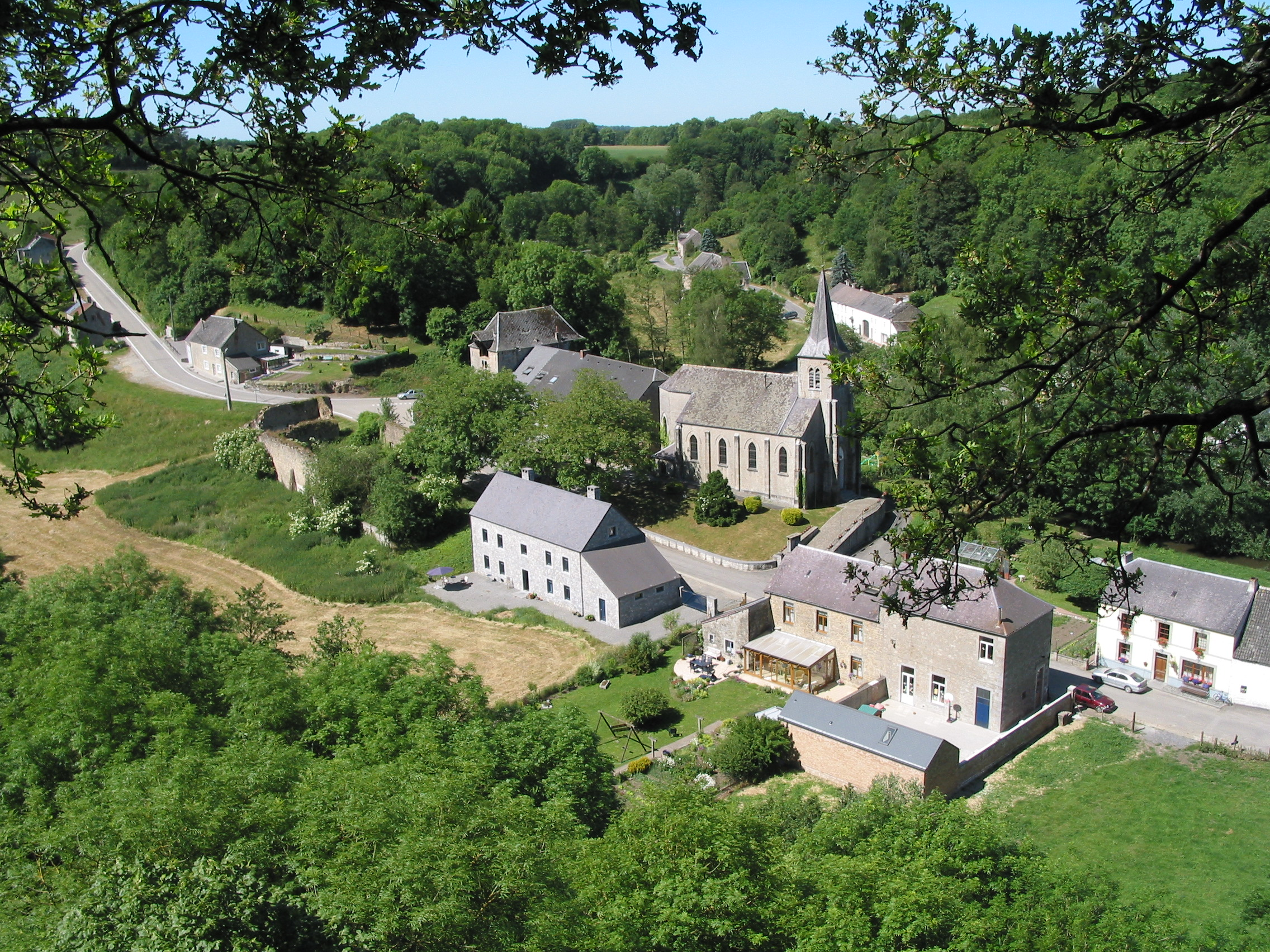
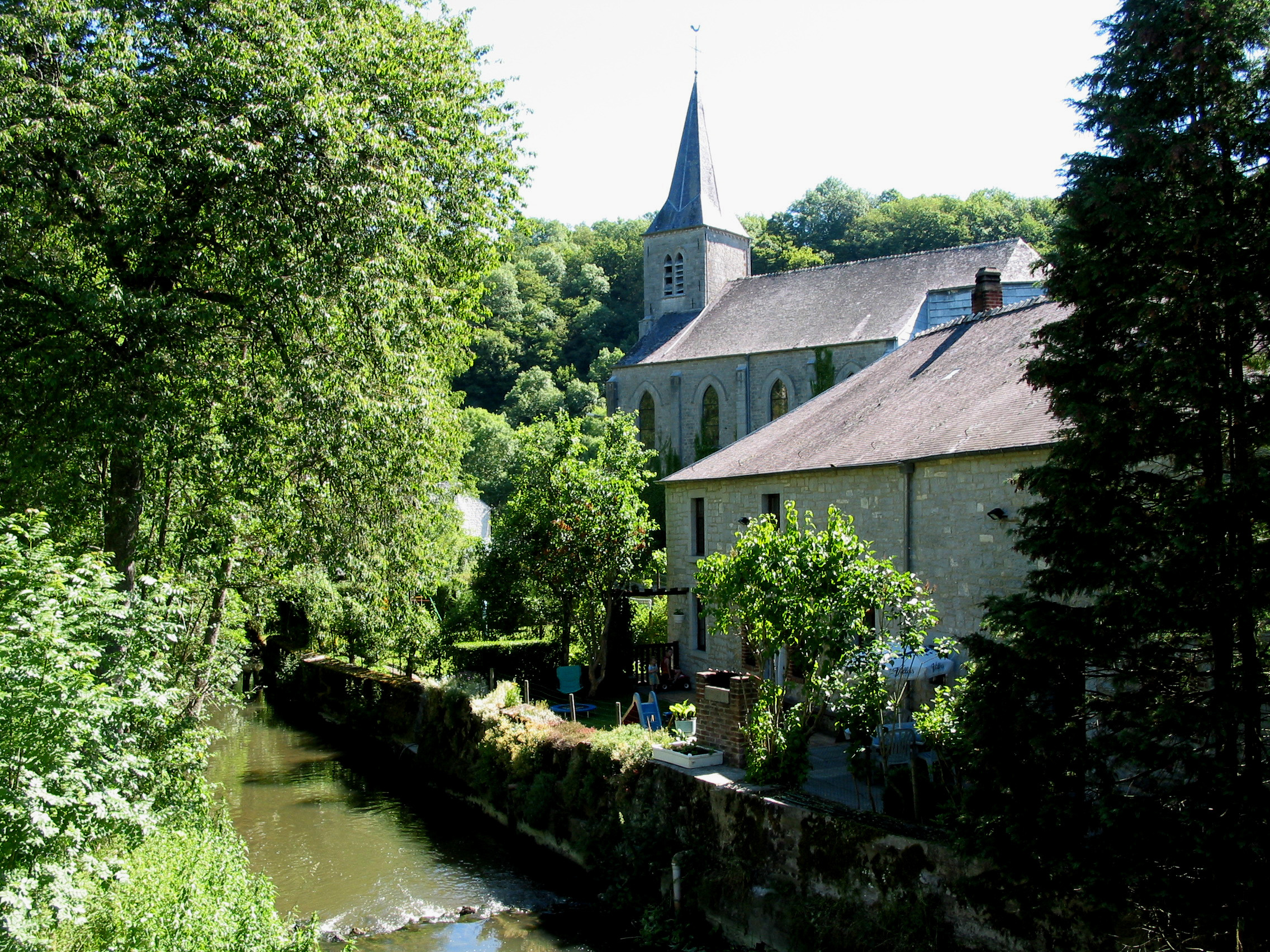